# Popup-fönster

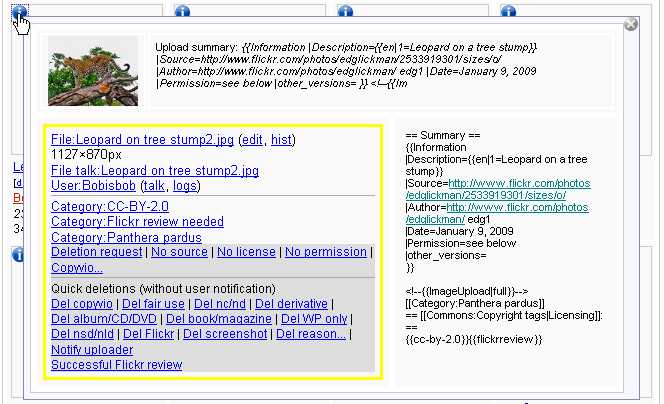
Ett popup-fönster via ett aktivt val. Det på bilden stängs genom att man klickar på krysset i övre högerkant.

Popup-fönster (av engelskans popup window),  även popup-sida, är ett fönster som visas framför andra fönster i ett datorbaserat grafiskt användargränssnitt, ofta utan att användaren själv gjort något särskilt för att fönstret ska visas. Svenska datatermgruppen har rekommenderat uttrycket extrafönster med poppuppfönster som alternativ.
Popup-fönster är i allmänhet mindre än övriga fönster och har ofta begränsad funktionalitet. Till exempel kan ett popup-fönster i en webbläsare visas utan menyer, verktygsrad och statusrad.
Popup-fönster används ofta av webbplatser för att visa och dra besökarens uppmärksamhet till reklam. Men det kan även förekomma till exempel i syfte att meddela viktig information till besökaren, visa hjälptexter eller för visning av formulär.
Vanligtvis stänger man ett sådant fönster genom att klicka på en länk med texten "stäng" eller en bildlänk föreställande ett kryss. Denna länk är ofta placerad i ett av hörnen i popup-fönstret. I vissa fall kan det även gå att stänga genom att klicka någonstans utanför fönstret.
Man kan förhindra att popup-fönster öppnas i webbläsaren genom att blockera vissa eller samtliga med hjälp av en inbyggd funktion i webbläsaren alternativt ett särskilt datorprogram eller insticksprogram. Vissa webbplatser kräver dock att man tillåter popup-fönster för att kunna fungera korrekt, ofta på grund av att de finansieras av reklamen.
Popup-fönster används även för dialogrutor som visar kortare information vid inloggning och liknande i webbläsare eller andra datorprogram. Det händer att popup-fönster på internet används för att infektera en dator med virus genom att efterlikna officiella dialogrutor från antivirusprogram. Popup-rutan kan till exempel påstå att användaren måste installera en app, eller ett program, för att bli av med ett virus, men i själva verket är det appen som användaren ombeds ladda ned som är viruset.